# Skin Trade - Merce umana
Skin trade - Merce umana (Skin trade) è un film del 2014 diretto da Ekachai Uekrongtham.

## Trama
Nick Cassidy è un poliziotto americano che compie operazioni sotto copertura. Durante una di queste, uccide involontariamente il figlio di un importantissimo trafficante di esseri umani, serbo ma attivo su scala globale, Viktor Dragovic.
Viktor decide di vendicarsi uccidendo la moglie e la figlia di Nick, quest'ultimo però durante l'attentato riesce a salvarsi. Ripreso dalla ferite subite, Nick si sposta a Bangkok sulle tracce di Viktor responsabile della morte della moglie e della figlia. Arrivato a Bangkok, Nick trova l'aiuto di Tony Vitayakui, un poliziotto thailandese con un conto aperto con Viktor.
I due poliziotti uniscono le forze e cominciano ad indagare nella malavita thailandese per scovare Viktor, intanto, a Bangkok, arriva anche Reed, un agente dell'FBI inviato lì per riportare Nick in patria.

## Distribuzione
Il film è uscito in Italia direttamente in televisione, il 5 settembre 2015 in prima serata su Rete 4 dove ha ottenuto 802.000 spettatori e il 4.41% di share.